# Andrzej Blikle
Andrzej Jacek Blikle (ur. 24 września 1939 w Warszawie) – polski informatyk, profesor nauk matematycznych, członek Rady Języka Polskiego, pracownik naukowy, specjalista w zakresie matematycznych podstaw informatyki, a także mistrz cukierniczy.

## Życiorys
Urodził się podczas obrony Warszawy we wrześniu 1939 w biurze firmy Blikle przy ul. Nowy Świat.
Absolwent VI Liceum Ogólnokształcącego im. Tadeusza Reytana w Warszawie (1956) oraz
Wydziału Matematyki i Fizyki Uniwersytetu Warszawskiego. Interesował się szczególnie logiką i matematycznymi podstawami informatyki. W 1966 uzyskał stopień naukowy doktora na podstawie pracy zatytułowanej Matematyczne aspekty organizacji maszyn bezadresowych w Instytucie Podstaw Informatyki Polskiej Akademii Nauk. Habilitował się w tej samej jednostce w 1971 w oparciu o rozprawę zatytułowaną Algorithmically Definable Functions, poświęconą semantyce języków programowania. W 1990 otrzymał tytuł profesora nauk matematycznych.
W latach 1963–1971 pracował w Instytucie Matematycznym PAN, dochodząc do stanowiska docenta. Przeniósł się następnie do Centrum Obliczeniowego, zaś w 1977 objął stanowisko profesora w Instytucie Podstaw Informatyki PAN. Do końca lat 90. wykładał także na różnych uczelniach krajowych i zagranicznych m.in. w Berkeley, Kopenhadze i Linköping. Od 1996 zajmuje się również zarządzaniem kompleksową jakością przedsiębiorstw (TQM), prowadząc od 1997 w tej tematyce cykliczne konwersatorium w Warszawie. Jest autorem m.in. monografii Automaty i Gramatyki. Wstęp do lingwistyki matematycznej (PWN, Warszawa 1971).
Równolegle z karierą naukową kształcił się również w cukiernictwie, uzyskując w latach 70. kolejno stopnie czeladnika i mistrza cukierniczego. W latach 1990–2010 (z krótką przerwą) był prezesem zarządu spółki z ograniczoną odpowiedzialnością A.Blikle (istniejącej od 1869 rodzinnej firmy cukierniczej). W latach 2010–2012 pełnił funkcję przewodniczącego rady nadzorczej, a w 2013 został wiceprzewodniczącym rady nadzorczej tej firmy, był jej większościowym udziałowcem. W 2012 jego rodzina po przekształceniach utraciła wpływ na zarządzanie firmą, Andrzej Blikle pozostał jej mniejszościowym udziałowcem.
Współtworzył Polskie Towarzystwo Informatyczne (PTI), w latach 1987–1993 był prezesem tej organizacji, następnie otrzymał honorowe członkostwo PTI. W 1993 został członkiem Academia Europaea. Został również członkiem Rady Języka Polskiego i przewodniczącym Zespołu Terminologii Informatycznej. W latach 1997–1998 był prezesem warszawskiego Klubu Rotary, od którego w 2008 otrzymał Medal Paula Harrisa. W 2001 powołany w skład rady Fundacji Bankowej im. Leopolda Kronenberga, a w 2008 został prezesem zarządu stowarzyszenia Inicjatywa Firm Rodzinnych. Zasiadał w radach nadzorczych spółek branży finansowej i przemysłowej. Od 1998 należał do Polskiej Federacji Producentów Żywności, w latach 2002–2005 był prezesem zarządu tej organizacji. W 2006 został przewodniczącym rady fundacji Centrum im. Adama Smitha.
Autor książki Doktryna jakości. Rzecz o skutecznym zarządzaniu wydanej przez Onepress (2014). Książka została nagrodzona w 2015 w konkursie „Economicus” organizowanym przez „Dziennik Gazetę Prawną” (w kategorii autorów najlepszych poradników ekonomicznych) oraz w 2016 przez Kolegium Nauk o Przedsiębiorstwie Szkoły Głównej Handlowej (jako najlepsza praca naukowa z zakresu nauk o przedsiębiorczości).
Angażuje się również w działalność społeczną, kulturalną i charytatywną. Jest m.in. członkiem Społecznego Komitetu Opieki Nad Starymi Powązkami im. Jerzego Waldorffa oraz Stowarzyszenia Matematyków i Informatyków z Niepełnosprawnościami i ich Przyjaciół „Integrał”. Był członkiem komitetu poparcia Bronisława Komorowskiego przed wyborami prezydenckimi w 2010 i w 2015. W 2018 wszedł w skład powołanego przez Lecha Wałęsę Komitetu Obywatelskiego, mającego skupić się na monitorowaniu prawidłowego przebiegu wyborów w Polsce w latach 2018–2020.

## Życie prywatne
Jego praprapradziadek Andreas pochodził z Ravensburga w Wirtembergii, skąd wyemigrował do kantonu Gryzonia w Szwajcarii, a stamtąd przeniósł się do Chełma. Antoni, wnuk Andreasa i pradziadek Andrzeja Bliklego, otworzył w 1869 rodzinną cukiernię w Warszawie.
Andrzej Blikle jest żonaty z Małgorzatą Wróblewską-Blikle, ma syna Łukasza.

## Odznaczenia i wyróżnienia
- Krzyż Oficerski Orderu Odrodzenia Polski (2014))[26]
- Krzyż Kawalerski Orderu Odrodzenia Polski (2005)[27]
- Złoty Krzyż Zasługi (1987)[5]
- Medal 40-lecia Polski Ludowej (1984)[28]
- Odznaka „Zasłużony Działacz Kultury” (2004)[28]
- Medal 70-lecia Polskiej Informatyki – przyznany przez kapitułę PTI (2018)[29]